# Cư San
Cư San là một xã thuộc huyện M'Drắk, tỉnh Đắk Lắk, Việt Nam.

## Địa lý
Xã Cư San có vị trí địa lý: 
- Phía đông giáp xã Ea Trang và tỉnh Khánh Hòa
- Phía tây giáp huyện Krông Bông và huyện Ea Kar
- Phía nam giáp tỉnh Khánh Hòa
- Phía bắc giáp xã Krông Á, xã Ea Trang và huyện Ea Kar.

Xã Cư San có 20.857 ha diện tích tự nhiên và 4.466 người.

## Lịch sử
Xã Cư San được thành lập vào tháng 8 năm 2007 trên cơ sở điều chỉnh 20.857 ha diện tích tự nhiên và 4.466 người của xã Ea Trang.